# شهرستان ورخنی روگاچیک
شهرستان ورخنی روگاچیک (به لاتین: Verkhniy Rohachyk Raion) یک سکونتگاه مسکونی در اوکراین است که در استان خرسون واقع شده‌است.